# ماتسرات
ماتسرات (به آلمانی: Matzerath) یک شهر در آلمان است که در بیتبورگ-پروم واقع شده‌است.